# City Boy
City Boy var en brittisk rockgrupp bildad i Birmingham under tidigt 1970-tal av Lol Mason (1950–2019) och Steve Broughton (sång), Max Thomas (keyboard) och Chris Dunn (gitarr, men senare bas). Gruppens musik karakteriserades av tunga gitarrer, berättande texter och avancerad stämsång. 

## Biografi

### Innan City Boy
Under tidigt 1970-tal spelade Broughton, Mason och Thomas på klubbar i Birminghamområdet, musik som närmast kan beskrivas som folkmusikaktig. Dunn fanns med i kulisserna ganska tidigt. Bandet hette ursprungligen Back in the Band. Samarbetet mellan de mest kreativa medlemmarna Broughton och Mason tog nya vändningar och de utvecklades mer åt det melodiska rockhållet. Gruppen fick ett skivkontrakt på Phonogram under 1975. Ett krav för kontraktet var att de utökade ensembeln med trummor och bas, och gruppen rekryterade då Mike Slamer (bas) och Roger Kent (trummor). Namnet City Boy antogs i samband med kontraktsskrivningen. Producent för gruppen blev den blivande demonproducenten Robert John "Mutt" Lange, som senare producerade bland annat Boomtown Rats, AC/DC, Def Leppard och Shania Twain.
Från början spelade Slamer bas och Dunn gitarr, men efter att Lange upptäckt att Dunns förmåga att spela gitarrsolon inte var den bästa bad han Slamer försöka sig på solot. Det visade sig vara så lyckosamt att de två medlemmarna därefter bytte instrument, på Langes direkta uppmaning.

### Tidig karriär
Gruppen levde en strävsam tillvaro med begränsade framgångar under de första åren. Låten Hap-Ki-Do Kid från första skivan rönte viss uppmärksamhet, men blev ingen kommersiell framgång. Det första, självbetitlade, albumet visade dock på gruppens kvalitéer både som kompositörer och inte minst stämsångare. Man kan även tydligt höra gruppens folkrockbakgrund i första skivan, något som försvann i senare produktioner. 
Robert Lange arbetade hårt på att få medlemmarna att göra sitt yttersta som instrumentalister. Han var beredd till drastiska åtgärder, och redan efter andra skivan Dinner at the Ritz fick trummisen Roger Kent respass av Lange för att han inte levde upp till den önskvärda standarden. Den tredje skivan Young Men Gone West spelades in med studiotrummisen Tony Braunagel bakom batteriet. 
Trots vissa kritikerframgångar med de första albumen och ett flitigt turnerande, där även besök i USA ingick (som förband till Be Bop Deluxe, under 1977), fick de inget större kommersiellt genombrott med någon av de tre första skivorna. 

### Storhetstiden
Det var först med singeln 5.7.0.5. som något hände. Låten hade först spelats in med en annan text, under titeln Turn on to Jesus, skriven som en reaktion på gruppens upplevelser kring amerikansk framgångsreligion under den första USA-turnén. Låten släpptes som singel i Skandinavien och på kontinenten, men radiostationer och även vissa skivbolagsdirektörer var tveksamma till en låt som innehöll ordet Jesus. Singeln drogs in från vidare lansering och en ny text skrevs. Denna gång blev låten en tämligen banal kärlekshistoria med en del av ett telefonnummer som titel. Det visade sig dock vara ett lyckokast. Låten tog sig upp på Top 10 i Storbritannien (1978) och skördade även framgång i USA. Låten sjöngs av bandets nye trummis, Roy Ward, som sent omsider ersatt Roger Kent. Det var första gången någon annan än Steve Broughton eller Lol Mason stod som lead singer på en City Boy-låt. I samband med singeln kom även gruppens fjärde album, Book Early.
Försökt att följa upp framgången med ytterligare ett singelsläpp, What a Night, resulterade inte i den succé man hade hoppats. Ett av skälen antas vara att gruppen inte hade tid att göra en brittisk turné i samband med framgången med 5.7.0.5., detta på grund av att en fyramånaders amerikansk turné (som förband till Hall & Oates) redan var inbokad. 
Året efter fick gruppen dock sin andra Top 10-placering på englandslistan, med låten The Day the Earth Caught Fire. Gruppen hade då flyttat utomlands av skatteskäl, och albumet med samma namn spelades in i New York, denna gång för skivbolaget Atlantic. 

### Splittring
Slitningar inom gruppen fick därefter drastiska konsekvenser: Steve Broughton lämnade bandet runt årsskiftet 1979-1980 (efter en turné till bland annat Sverige), liksom även Chris Dunn. De två ersattes inte, och när LP:n Heads are Rolling kom 1980 var gruppen en kvartett, med Slamer spelandes såväl gitarr som bas. Skivan blev ingen framgång, och Atlantic tappade intresse för gruppen. Den sjunde skivan It's Personal spelades in enbart för att kontrakt redan fanns, men Atlantic valde att inte ge ut den. Eftersom distributionsavtal fanns med Phonogram (på etiketten Vertigo) släpptes dock skivan i Skandinavien (deras starkaste marknad). Därefter fick gruppen inget förlängt skivkontrakt. Ett sista stapplande försök gjordes med singeln "Lovers", som de gav ut på egen etikett, men till ingen nytta. City Boy hade gjort sitt, och de splittrades definitivt 1982.

### City Boys arv
Låten 5.7.0.5. har genom åren dykt upp på en och annan samlingsskiva genom åren. Samtliga album har återutgivits på CD, några så sent som 2008. Men för övrigt måste City Boy räknas som en mer eller mindre bortglömd grupp. I Bonniers Rocklexikons andraupplaga finns de inte ens med i registret.

## Efter City Boy
Sångaren och låtskrivaren Lol Mason bildade 1982 gruppen The Maisonettes.
Gitarristen/basisten Mike Slamer har bland annat varit medlem i grupperna Streets (ej att förväxla med rapparen The Streets) och Steelhouse Lane. Han har dessutom skrivit filmmusik samt varit gitarrist på många andra artisters album. Han bor i USA.
Max Thomas arbetar (2007) som musiklärare i Bath i England sen många år. Han har även givit ut en del musik.
Steve Broughton fortsatte skriva musik (bland annat till Cindy Lauper). Han bor i USA. 
Chris Dunn och Roy Ward bor i England.

## Medlemmar
Senaste medlemmar
- Lol Mason – sång (1974–1982)
- Mike Slamer – gitarr (1974–1982), basgitarr (1980–1982)
- Max Thomas – keyboard (1974–1982)
- Roy Ward – trummor, sång (1978–1982)

Tidigare medlemmar
- Roger Kent – trummor (1974–1977)
- Steve Broughton – sång (1974–1979)
- Chris Dunn – basgitarr (1974–1979)
- Tony Braunagel spelade trummor på Young Men Gone West (1977), men var aldrig riktig medlem i bandet.

## Diskografi
- City Boy (1976)
- Dinner at the Ritz (1977)
- Young Men Gone West (1977)
- Book Early (1978)
- The Day The Earth Caught Fire (1979)
- Heads Are Rolling (1980)
- It's Personal (1981)